# Ludwig Friessnegg

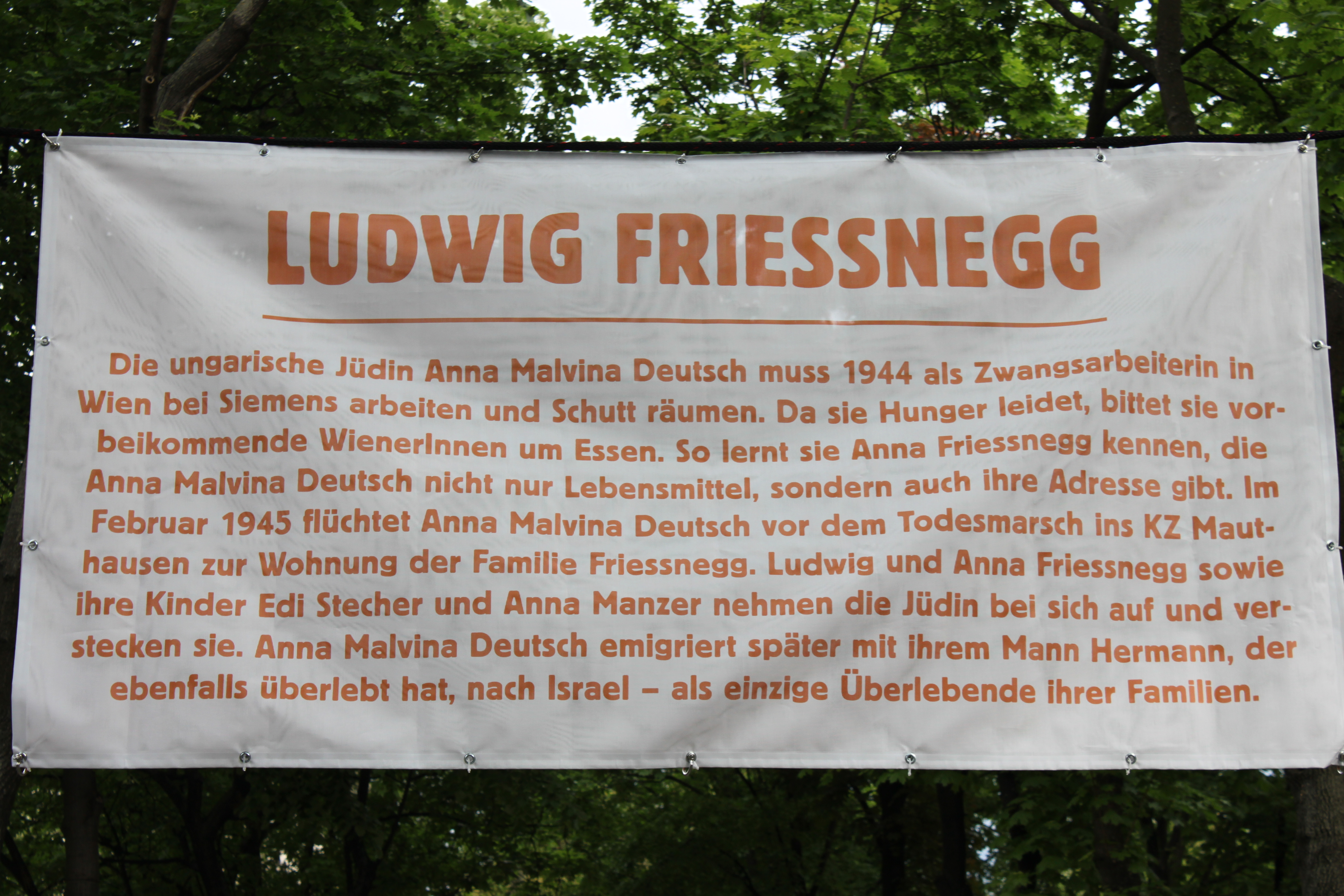
A Letter To The Stars, Aktion Allee der Gerechten in Wien (2011)

Der Wiener Ludwig Friessnegg (* 1897; † 1966) hat sich zusammen mit seiner Gattin Anna Friessnegg während der nationalsozialistischen Diktatur für verfolgte Juden eingesetzt. Seit 1984 ist er österreichischer Gerechter unter den Völkern.
Friessnegg und seine Gattin waren die Eltern der Helferinnen Anna Manzer und Edi Stecher. Diese halfen 1944 der ungarischen Jüdin Melvine Deutsch, versorgten sie und versteckten sie in ihrer Wohnung, wenn Gefahr drohte, von der Gestapo entdeckt und deportiert zu werden.
Deutsch befand sich vorher in einem Zwangsarbeitslager der Firma Siemens in Floridsdorf, Wien. Als sie aus dem Lager in einem Transport ins KZ Mauthausen deportiert wurde, floh sie auf dem Weg aus dem Zug und kam nach Wien, wo sie niemanden kannte. In ihrer verzweifelten Lage wandte sie sich an die ihr bis dahin unbekannte Wienerin Anna Manzer.
Die Gestapo gab die Suche nach der vom Transport nach Mauthausen geflüchteten Deutsch nicht auf. Als ihr in der Wohnung von Manzer Gefahr drohte, wandte diese sich an ihren Bruder. Deutsch blieb einige Monate bei Stecher, ohne von der Gestapo entdeckt zu werden.
Die Kinder der Friessneggs hatten jedoch nicht genügend rationierte Lebensmittel. Deshalb sprangen ihre Eltern ein und versorgten die versteckte Deutsch mit Nahrungsmitteln. Oft musste Deutsch auch in deren Wohnung gebracht werden, wenn die Gestapo in der Umgebung nach versteckten Juden fahndete. Deutsch konnte nach der Befreiung ihre Wohnung heil verlassen.
Auch seine Gattin, Anna Friessnegg, sowie Anna Manzer und Edi Stecher sind österreichische Gerechte unter den Völkern. 